# Pogona barbata
Pogona barbata é uma espécie de lagarto do gênero Pogona, endêmico da Austrália.